# Grant County (Nebraska)
Grant County is een county in de Amerikaanse staat Nebraska.
De county heeft een landoppervlakte van 2.010 km² en telt 747 inwoners (volkstelling 2000). De hoofdplaats is Hyannis.

## Bevolkingsontwikkeling

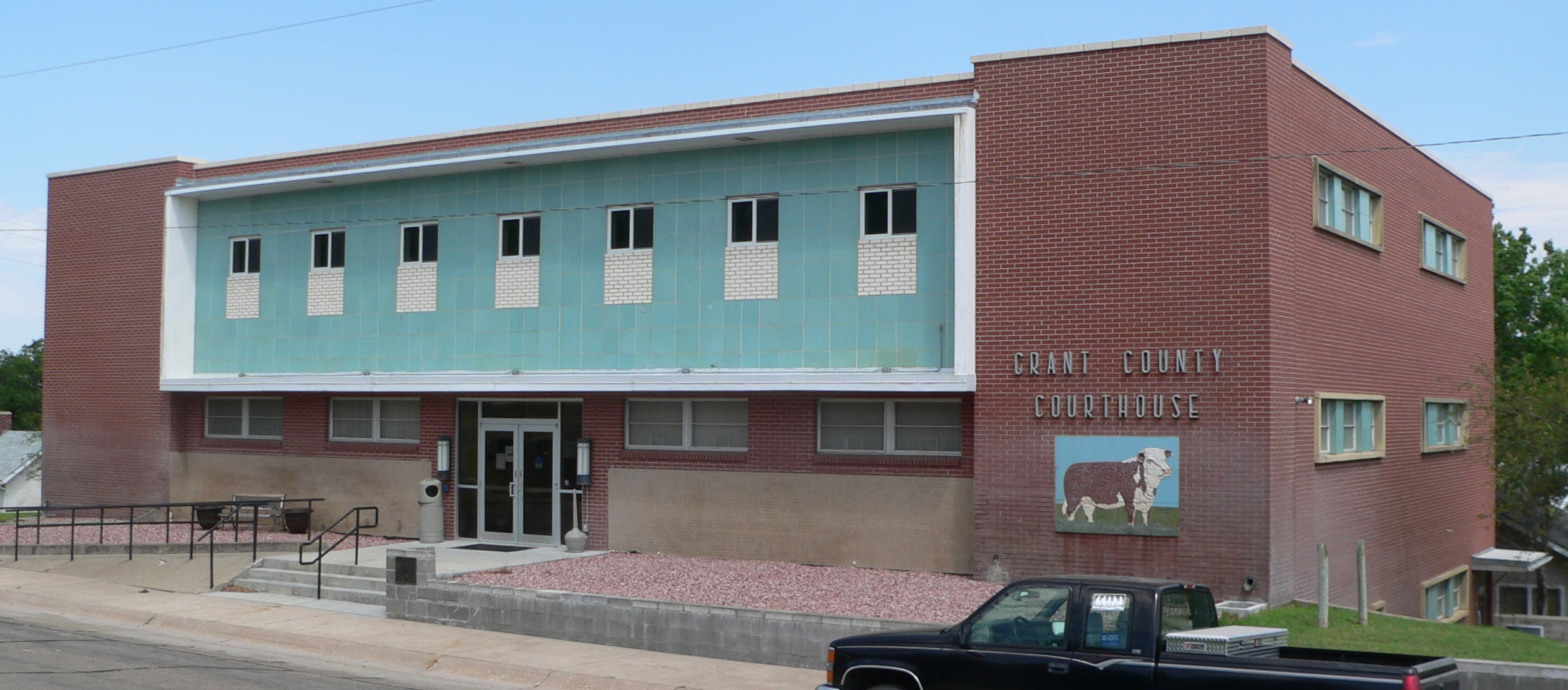
Grant County Courthouse